# Ливберзская волость
Ливберзская волость (латыш. Līvbērzes pagasts) — одна из семнадцати территориальных единиц Елгавского края Латвии. Находится на левом берегу реки Лиелупе, на северо-западе края. Граничит с Валгундской, Глудской и Калнциемской волостями своего края, Яунберзской и Берзской волостями Добельского края и городом Елгава.
Крупнейшими населёнными пунктами волости являются: Ливберзе (волостной центр), Варпа, Авотини, Будиняс, Цималес, Добели, Гиптери, Яунциемс, Рубени, Тушки, Упмали.
По территории волости протекают реки: Ауце, Берзе, Лиелупе, Пиенава, Рудулис, Смирда, Свете, Вецберзе, Вецпиенава.

## История
На территории нынешней Ливберзской волости находились земли Ливенберсенского поместья, принадлежавшего баронской линии рода Ливен.
В 1935 году Ливберзская волость Елгавского уезда имела площадь 81 км² с населением 1237 жителей.
В 1945 году в состав волости входил Ливберзский сельский совет. Он был ликвидирован в 1947 году, но восстановлен через два года, накануне территориально-административной реформы. После отмены в 1949 году волостного деления Ливберзский сельсовет поочерёдно входил в состав Елгавского (1949—1962, 1967—1990) и Добельского (1962—1967) районов.
В 1974 году к Ливберзскому сельсовету была присоединена часть территории совхоза «Елгава» Глудского сельсовета, при этом часть территории Ливберзского сельсовета отошла к Калнциемсскому и Глудскому сельсоветам. В 1979 к Ливберзкому сельсовету были добавлены части территорий Валгундского и Глудского сельских советов.
В 1990 году Ливберзский сельсовет был реорганизован в волость. В 2009 году, по окончании латвийской административно-территориальной реформы, Ливберзская волость вошла в состав созданного Елгавского края.